# Иван Мушкетов
Иван Василиевич Мушкетов (на руски: Иван Васильевич Мушкетов) е виден руски изследовател, геолог, географ и пътешественик, професор в Петербургския технически университет, член Руското географско дружество.

## Ранни години (1850 – 1872)
Роден е на 9 януари 1850 година в Алексеевска, Волгоградска област, Русия, в семейството на казак. Рано остава кръгъл сирак и се възпитава от чичо си в Урюпинск. През 1867 г. завършва Новочеркаската класическа гимназия и през 1868 постъпва Минния институт в Санкт Петербург, специалност геология. През 1872 г. завършва института и провежда първата си експедиция в Южен Урал.

## Експедиционна дейност (1873 – 1886)

### Първо пътешествие в Средна Азия (1873 – 1875)
През 1873 г. пристига в Ташкент и в продължение на повече от осем години извършва комплексни изследвания в Западен Тяншан и Памиро-Алай. По време на тези експедиции открива няколко големи находища на полезни изкопаеми: каменни въглища (в района на град Кулджа), манганови, сребърни и оловно-цинкови руди.
През 1874 – 1875 г. изследва Тяншан и долината на река Сърдаря (3019 км).
През 1875 г. посещава западната част на Киргизкия хребет (4875 м), изкачва се по река Талас (661 км) и по притока ѝ Учкошой и през прохода Отмек (3330 м) преминава Таласки Алатау. По долините на реките от системата на река Нарин излиза до високопланинското (на 3016 м) езеро Сонкьол (278 км2) и го изследва. Пресича няколко пъти хребетите обкръжаващи езерото Исък Кул от север и юг – Кунгей Алатау и Терскей Алатау, а така също и Заилийски Алатау (4937 м). През есента на 1875 г. се движи на североизток и достига до долината на река Или и по нея до град Кулджа, където изследва находища на въглища. Два пъти пресича хребета Борохоро (до 4500 м) в северната част на Тяншан. Изследва планинското езеро Сайрам Нур (на 2073 м), Джунгарски Алатау (4464 м), а след това по долината на река Боротала се спуска на изток до езерото Еби Нур (на 190 м, 800 – 1070 км2), като по този начин завършва изследването на Западен и Централен Тяншан. В издадената през 1876 книга: „Кратком отчете о геологическом путешествии по Туркестану в 1875 г.“ първи привежда геоложки данни в орографската схема на Тяншан.

### Пътешествие в Южен Урал (1876)
През 1876 г. Мушкетов изследва геологията на Златоустовския планински окръг на Урал. Отчетите му за тези геоложки изследвания са приети от съвета на Минния институт като дисертация и получава докторска степен. Една година по-късно е избран за професор в катедрата по геология, геодезия и рудни находища и усърдно се заема с преподавателска дейност, която обаче трае съвсем малко, защото отново предприема нови изследвания в Средна Азия от 1877 до 1880 г.

### Второ пътешествие в Средна Азия (1877 – 1880)
През лятото на 1877 г. от Ферганската долина тръгва на юг, пресича Алайския хребет (5539 м), два пъти Алайската долина (1700 км2) и Заалайския хребет (7134 м) през проходите Терсагар (3613 м) и Кизиларт (4280 м) и от последния достига до езерото Каракул (364 км2). Връща се във Ферганската долина и тръгва на североизток към Ферганския хребет (4680 м), а след това на запад към Чаткалския хребет (4503 м) и стига до Ташкент. С това си пътешествие завършва изследването на южните части на Тяншан и оконтурява Ферганската долина. Получените материали му позволяват да направи първите стъпки към изясняване на геоложкия строеж на северните покрайнини на Памир и да определи направлението на неговите хребети в съчинението си „Геологическое путешествие на Алай и Памир в 1877 г.“.
През 1878 изследва източната част на Ферганската долина и седловината между Ферганския и Алайския хребети (между 40º и 41º с.ш.) и прониква до високопланинското езеро Чатиркьол (на 3550 м, 175 км2), като по този начин свързва своята с работа с тази на англичаните.
През лятото на 1879 г. тръгва от Самарканд на югозапад, изследва западните разклонения на Алайския хребет до Карши. Продължава на югоизток и през прохода Железни врата (38°00′ с. ш. 66°30′ и. д. / 38° с. ш. 66.5° и. д.) достига до река Сурхандаря (306 км) и се спуска до устието ѝ. От там с лодка се спуска по Амударя до Турткул, като изследва бреговете ѝ и прави няколкодневни странични походи, пресича западната част на пустинята Къзълкум от Турткул и се добира до Казалинск на Сърдаря.
През август 1880 г. тръгва от Ура Тюбе с голям керван на юг, пресича Туркестанския хребет и по долината на река Зеравшан (877 км) се изкачва на Зеравшанския ледник. От там преминава на североизточния склон на Туркестанския хребет, вторично го пресича малко по-на запад, спуска се в долината на Зеравшан и проследява реката до долното ѝ течение.
За шест години Мушкетов обхваща с изследванията си голяма част от Тяншан, Северен Памир, Алайската планинска система и западната част на пустинята Къзълкум. Благодарение на неговата дейност географската карта на Средна Азия е значително поправена и допълнена. В своя двутомен труд „Туркестан“ (1886 – 1906) изцяло видоизменя дотогавашните представи за разположението на планинските хребети в Средна Азия. Той показва „че Тяншан и Памиро-Алай се състоят от редица плоски дъги с паралелно простиране, издути на юг“ (Владимир Обручев). Това е първата правилна орографска схема на Тяншан, съхранила научното си значение. Мушкетов привежда убедителни факти, потвърждаващи основната роля на новите тектонски движения в създаването на съвременния облик на региона, и доказва, че във високопланинските райони отсъстват млади вулкански явления. През 1881 г. съставя първата геоложка карта на Туркестан. За заслугите постигнати в Средна Азия му е присъден златен медал от Руското географско дружество.

### Експедиции (1880 – 1886)
През следващите години от 1880 до 1886 г. Мушкетов изследва Кавказ, района на Алма Ата, астраханските, салско-маничките степи, възвишението Ергени и Долното Поволжие, солените езера на полуостров Крим и др. Установява наличието на огромни запаси от сладки подземни води в Долното Поволжие.

## Последни години
Той е един от първите геолози, който пристъпва към събиране и систематизиране на сведения за подземните трусове в различни региони на страната, залага основите на руската сеизмична служба и организира и издава регулярен сборник на случилите се земетресения в Русия. От 1882 г. и до смъртта си заема длъжността старши геолог в Геоложкия комитет на Русия.
Умира твърде млад, едва на 52 години, на 10 януари 1902 година в Петербург.

## Памет
Неговото име носят:
- връх Мушкетов (53°36′ с. ш. 113°32′ и. д. / 53.6° с. ш. 113.533333° и. д., 1012 м), в Задбайкалието, Витимското плато;
- ледник Мушкетов (71°20′ ю. ш. 14°55′ и. д. / 71.333333° ю. ш. 14.916667° и. д.), в Антарктида, Бряг Принцеса Марта;
- ледник Мушкетов (79°05′ с. ш. 101°50′ и. д. / 79.083333° с. ш. 101.833333° и. д.), в северната част на остров Болшевик, в архипелага Северна земя;
- ледник Мушкетов, в Каратегински хребет, Памир, Таджикистан;
- ледник Мушкетов (42°17′ с. ш. 79°54′ и. д. / 42.283333° с. ш. 79.9° и. д.), в хребета Сариджаз, Тяншан, Киргизстан;
- проток Мушкетов (75°59′ с. ш. 92°48′ и. д. / 75.983333° с. ш. 92.8° и. д.), в Карско море, между остров Гаврилов и северозападния бряг на п-ов Таймир;
- река Мушкетов (устие, 79°03′ с. ш. 101°40′ и. д. / 79.05° с. ш. 101.666667° и. д.), в северната част на остров Болшевик, в архипелага Северна земя;
- хребет Мушкетов (Курлик Дабан, 38°20′ с. ш. 95°00′ и. д. / 38.333333° с. ш. 95° и. д.), в планината Наншан, Китай.

## Съчинения
- „Собрание сочинений“ (вып. 1 – 2, 1910 – 1912).